# Orthosia stipitata
Orthosia stipitata är en oleanderväxtart som beskrevs av W.D.Stevens. Orthosia stipitata ingår i släktet Orthosia och familjen oleanderväxter. Inga underarter finns listade i Catalogue of Life.